# Premio René Fallet
El premio René Fallet es un premio literario de periodicidad anual creado por la asociación Agir de la localidad francesa de Jaligny-sur-Besbre (Allier) en 1990 para premiar al autor de una primera novela aparecida el año precedente y menor de 45 años. Se trata de continuar el legado de René Fallet, que en 1947, con apenas 20 años publicó una primera novela titulada « Banlieu sud-est » cargada de humor y poesía. Todos los autores seleccionados están invitados a asistir al voto público.

## Condiciones de atribución
Para participar en el premio René Fallet del año en curso, la novela ha de haber sido editada entre el 1.º diciembre de dos años atrás y el 30 de noviembre del año precedente. Desde 2003, el premiado ha de ser menor de 40 años.

## Dotación
El premio está dotado con la suma de 1.500 euros. Está puesto en mano propia, durante las Jornadas literarias del Bourbonnais, a Jaligny-sur-Besbre (Allier) organizadas por la asociación Agir el 2.º fin de semana de junio.

## Galardonados
- 1990 : Annie Murat, Le Servan, Ed. Stock
- 1991 : Jacob Dellacqua, Mécanique ondulatoire, Ed. Balland
- 1992 : Noëlle Chatelet, La Courte Échelle, Ed. Gallimard
- 1993 : Amélie Nothomb, Hygiène de l'assassin, Ed. A. Michel
- 1994 : Bernard Blangenois, L'Enfance est un Eden violent, Ed. Laffont
- 1995 : Brigitte Drizine, Triste lumière, Ed. Flammarion
- 1996 : Christian Lejalé, Docker, Ed. Denoël
- 1997 : Stéphanie Janicot, Les Matriochkas, Ed. Zulma
- 1998 : Jean-Baptiste Evette, Jordan Fantosme, Ed. Gallimard
- 1999 : Marc Dugain, La Chambre des officiers, Ed. J.C. Lattès
- 2000 : Gérard Oberlé, Nil Rouge, Ed. Le Cherche midi
- 2001 : Armel Job, La Femme manquée, Ed. Robert Laffont
- 2002 : Olivier Pourriol, Méphisto Valse, Ed. Grasset
- 2003 : Valentine Goby, La Note sensible, Ed. Gallimard
- 2004 : François Devenne, Trois rêves au Mont Mérou, Ed. Actes Sud
- 2005 : Catherine Locandro, Clara la nuit, Ed. Gallimard
- 2006 : Léonora Miano, L’Intérieur de la nuit, Ed Plon
- 2007 : Blandine Le Callet, Une pièce montée, Ed Stock
- 2008 : Audrey Diwan, La Fabrication d’un mensonge, Ed Flammarion
- 2009 : Marine Bramly, Festin de Miettes, Ed J.C. Lattès
- 2010 : Natascha Cucheval, Un sentiment, Ed Fayard
- 2011 : Douna Loup, L’Embrasure, Ed Mercure de France
- 2012 : Hélène Gestern, Eux sur la photo, Ed Arléa
- 2013 : Pierre Chazal, Marcus, Ed. Alma
- 2014 : Ariane Schreder, La Silencieuse, Ed. Philippe Rey
- 2015 : Julia Kerninon, Buvard, Ed Le Rouergue
- 2016 : Eric le Guilloux, Les Haines en Moins, Ed Daphnis et Chloé
- 2017 : Hubert François, Dulmaa, Ed Thierry Marchaisse.[1]
- 2018 : Lætitia Colombani, La Tresse, Ed. Grasset.[2]
- 2019 : Maud Mihami, Les dix vœux d'Alfréd, NiL Editions.[3]

[actualizar]